# Adult contemporary
Adult contemporary (forkortet AC) er et radioformat især brugt i USA, hvor der spilles den mest populære moderne popmusik (også betegnet "mainstream"). Formatet inkluderer ikke hiphop og hård rock og er rettet mere mod voksne end mod teenagere.
| Radio | Spire Denne artikel om radio eller radioprogrammer er en spire som bør udbygges. Du er velkommen til at hjælpe Wikipedia ved at udvide den. |